# Jimmy Barry
Jimmy Barry (* 7. März 1870 in Chicago, USA; † 4. April 1943) war ein US-amerikanischer Boxer irischer Abstammung im Bantamgewicht.

## Profikarriere
Seine Karriere begann er erfolgreich im Jahre 1891. Seine ersten 11 Fights gewann er alle durch klassischen K. o. Am 15. September 1894 boxte er gegen den Kanadier George Dixon um die universelle Weltmeisterschaft und siegte durch Knockout. Diesen Titel hielt er bis zu seinem Rücktritt im Jahre 1899.
Jimmy Barry blieb in seiner Karriere ungeschlagen. Seine Bilanz war 69 Kämpfe, 59 Siege (40 durch K. o.) bei 10 Unentschieden. Im Jahre 2000 fand er Aufnahme in die International Boxing Hall of Fame.